# TVR Cerbera
O Cerbera é um carro esportivo fabricado pela TVR, entre 1996 a 2003. O nome é derivado de Cérbero.
O Cerbera foi o terceiro carro fabricado pela TVR, sob a liderança de Peter Wheeler. O carro foi projetado desde o início como um veículo de quatro lugares, ser um "2+2". No entanto, o interior foi projetado para que o banco do passageiro possa deslizar mais para a frente do que o assento do motorista. Isso permite mais espaço para a pessoa sentada atrás do passageiro da frente. A TVR chama isso de "3+1". O protótipo do modelo foi apresentado no Birmingham Motor Show, em 1994.
Antes do Cerbera, a TVR tinha comprado motores V8 da Rover e depois adaptava-os para seus próprios veículos. Quando a Rover foi comprada pela BMW, Peter Wheeler não quis assumir os riscos que poderiam levar à fabricante alemã a decidir parar a fabricação do motor. Em resposta, ele contratou os serviços do engenheiro Al Melling para projetar um motor V8 que a TVR pudesse fabricar e até mesmo vender este motor para outros fabricantes de automóveis.